# Casa de Báthory
A Casa de Báthory ou família Báthory (polonês: Batory) foi uma família nobre húngara do clã Gutkeled. A família alcançou influência significativa na Europa Central durante o final da Idade Média, ocupando altos cargos militares, administrativos e eclesiásticos no Reino da Hungria. No início do período moderno, a família gerou vários príncipes da Transilvânia e um rei da Polônia e grão-duque da Lituânia (Estevão Báthory).

## Origens
A família Báthory pertencia ao Gutkeled, um clã de nobres húngaros, que descendia dos irmãos suábios Gut e Kelad, que imigraram para a Hungria do castelo Stof (provavelmente Staufen im Breisgau ou Hohenstaufen em Württemberg) durante o reinado do Rei Pedro (reinou de 1038 a 1046), que também era parcialmente descendente de venezianos.
Em 1279, o Rei Ladislau IV recompensou o irmão de André, Hodos  e os filhos de André, Jorge (falecido em 1307), Bento (falecido em 1321) e Briccius (falecido em 1322) por seus serviços militares, concedendo-lhes Bátor no condado de Szabolcs. Bátor era propriedade de Vajda, filho de Lángos, que se casou com um parente de André, mas morreu sem descendência.
Em 1310, Bátor passou para a posse exclusiva de Briccius quando chegou a um acordo com seu sobrinho Miguel e seu primo Vid para dividir as posses conjuntas. Depois disso, Briccius e seus descendentes se autodenominaram Báthory, ou seja, "de Bátor".

## Ramos
A família se dividiu em dois ramos principais, descendentes dos filhos e netos de Briccius:
O ramo mais velho da família, os Báthory de Somlyó eram descendentes de João, Conde de Szatmár, o filho primogênito de Briccius, por meio de seu filho mais velho, Ladislaus (falecido em 1373). Ladislaus, conde de Szabolcs, casou-se com Anna Meggyesi e recebeu Somlyó como dote. O irmão mais novo de Ladislaus, George II, é o ancestral da família Simolin, mais tarde chamada de Báthory de Simolin. Outra divisão ocorreu sob os bisnetos de Ladislaus (última metade do século XV): João e Estêvão abandonaram o nome Báthory e fundaram a família Szaniszlófi, enquanto Nikolaus continuou o ramo Somlyó.
O ramo mais jovem da família, os Báthory de Ecsed, eram descendentes de Luke, o filho mais novo de Briccius. Luke possuía amplas propriedades em Szatmár e foi concedido pelo Rei Charles Roberto o senhorio de Ecsed, onde construiu o castelo chamado Hűség (lealdade). Este ramo, uma vez que reteve a posse de Bátor, é às vezes chamado de Bátor ou, como o ramo mais jovem, Nyírbátor (Novo Bathory).

## Lenda e Brasão

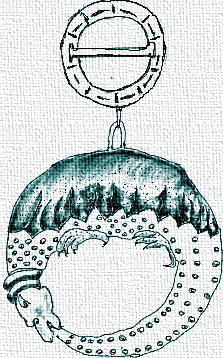
Reconstrução do emblema da Ordem do Dragão (II) com base nos esboços sob custódia do Museu Austríaco; falta o distintivo original.

Um relato lendário, colocando a origem dos Báthorys no ano 900 (antes do advento do clã Gutkeled), relata como um guerreiro temente a Deus chamado Vitus (homônimo de um membro da primeira geração do clã Gutkeled) partiu para lutar contra um dragão, que espreitava nos pântanos próximos ao castelo de Ecsed (na verdade construído apenas no século XIV) e assediava o campo. Vitus o matou com três golpes de sua lança e como recompensa recebeu o castelo. O povo agradecido o homenageou com os nomes Báthory, que significa "bom herói", e animus magnanimus. Em húngaro, a palavra bátor significa "corajoso".
O brasão de armas de Báthory, concedido em 1325 aos filhos de Briccius, foi estilizado em referência a esta lenda: três dentes colocados horizontalmente rodeados por um dragão mordendo a própria cauda, o dragão ao redor sendo o emblema da Ordem do Dragão.

## História

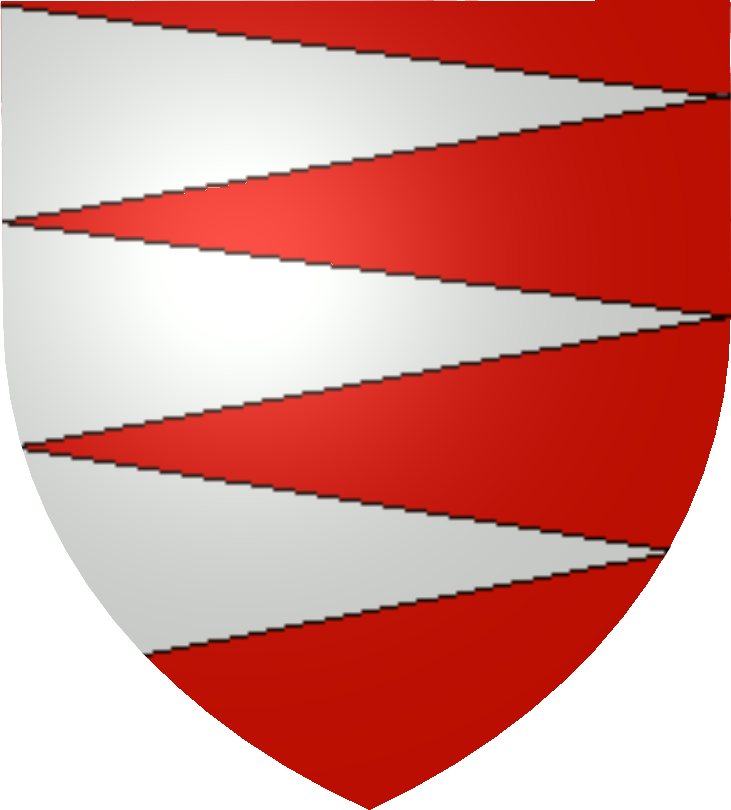
Uma versão simplificada do brasão de armas de Báthory, baseado nos de Estevão Báthory, Rei da Polônia e Grão-Duque da Lituânia (1576-1586).

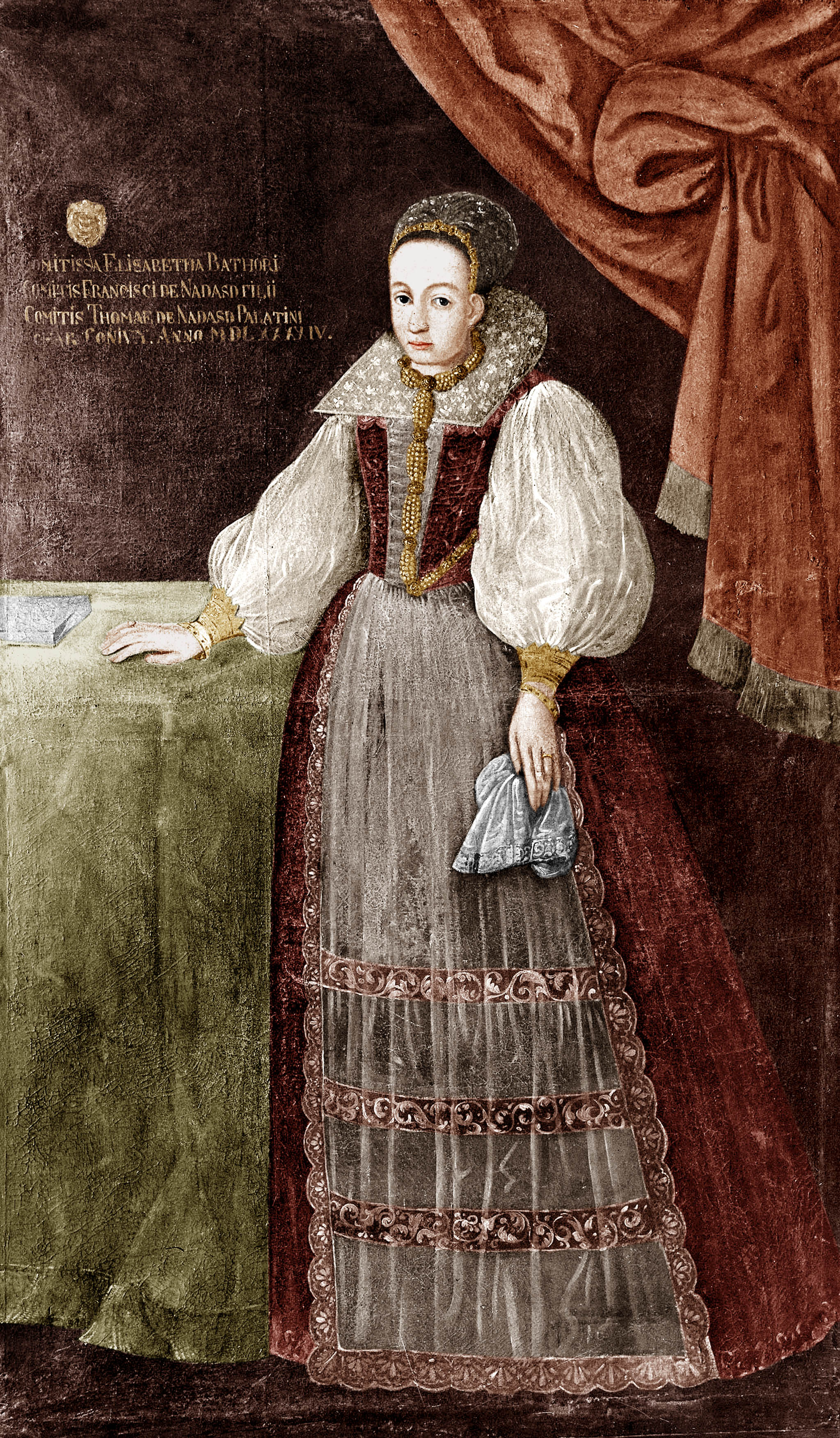
Condessa Isabel Báthory Ecsed

O ramo Ecsed ganhou destaque pela primeira vez com os filhos do neto de Lucas, João V. Seu filho mais velho, Bartolomeu I, caiu em 1432 lutando contra os hussitas. O segundo filho, Estêvão III, tornou-se Palatino da Hungria e em 1444 caiu na Batalha de Varna como porta-bandeira de Ladislau, Rei da Polônia e da Hungria. Ele também recebeu o castelo Bujak do Rei Alberto de Habsburgo.
Dos seis filhos de Estêvão, Ladislaus V (falecido em 1474) foi o conde supremo dos condados de Szatmár e Zaránd, o segundo André III (falecido em 1495) foi confirmado em sua posse de Bujak. O terceiro filho, Estêvão V (falecido em 1493) destacou-se como comandante militar e foi nomeado Voivoda da Transilvânia, o primeiro de uma longa linhagem de governantes Báthory daquele país.
O filho mais novo, Nicolaus III (falecido em 1506), primeiro bispo de Syrmia e depois de 1474 de Vác, destacou-se como um estudioso renascentista e serviu como conselheiro do Rei Matias Corvino.
Estêvão VII provou ser primeiro conde de Temesvár e em 1519 foi eleito Palatino da Hungria, pelo que teve de enfrentar a oposição da nobreza. Em 1526, lutou na desastrosa Batalha de Mohács contra os otomanos, na qual caiu o Rei Luís II.
Após a dura e feroz batalha, a Hungria foi dilacerada pelo conflito entre as reivindicações reais rivais. Os dois ramos da família se posicionaram em lados opostos do conflito. O ramo Ecsed geralmente se aliou aos Habsburgos: Estêvão VII, que havia escapado da batalha, fugiu com a viúva de Luís para Pozsony (atual Bratislava), onde organizou a eleição de Fernando da Áustria como Rei da Hungria. Na década de 1550, quando Fernando assumiu brevemente o controle da Transilvânia em 1551, ele instalou o sobrinho de Estêvão, Bonaventura, como seu tenente para governar o país.
O ramo Somlyó, por outro lado, apoiou João Zápolya, a quem a maior parte da nobreza húngara havia eleito rei. Zápolya nomeou Estevão VIII como Voivoda da Transilvânia, que governou até sua morte em 1534. Mais tarde, o interesse dos Zápolyas foi representado na corte dos Habsburgos pelo filho do Voivoda, Estevão IX, que se tornaria Príncipe da Transilvânia e Rei da Polônia.
Impressionado por Estevão, George VI Báthory, do ramo Ecsed, foi persuadido a mudar sua lealdade dos Habsburgos para Zápolya, pelo que o rei dos Habsburgos o privou de seu castelo Bujak. George fortaleceu sua aliança com Esevão ao se casar com sua irmã Anna, unindo os ramos. Anna Báthory era viúva do último descendente da família Dragfi e George agora se apoderava dos castelos dos Dragfi. Como as propriedades Dragfi eram legalmente devidas à coroa, os Habsburgos forçaram George a ceder os castelos e retiraram-se para Csitsva no condado de Zemplén.
George e Anna Báthory produziram o membro mais infame da família, Isabel, uma condessa viúva que acabou sendo julgada e considerada culpada de assassinar centenas de jovens camponesas ao longo de vinte anos, tornando-a a serial killer mais prolífica da história. Ela foi condenada à prisão perpétua (mas vivendo em relativo luxo) em um dos castelos Báthory, em vez de ser executada, devido à influência de sua família. De acordo com as opiniões da maioria dos historiadores, lendas como o banho dela no sangue das jovens foram baseadas em rumores posteriores. Alguns estudiosos sugeriram que ela serviu como uma das influências de Bram Stoker para escrever o romance Drácula mas a evidência para apoiar isso é escassa.

## Báthory de Simolin
Outro ramo é a família Báthory de Simolin, que recebeu o nome de sua propriedade Simony (ou Simolin ). Eles descendem de George II, o filho mais novo de João I, através do neto de George, Michael. No século XV, os irmãos de Miguel, George e Ladislaus, que morreram sem descendência, venderam sua herança para o então chefe do ramo de Somlyó, Nicolaus. A família Simolin possuía grandes propriedades na Prússia e na Curlândia e os membros serviram às imperatrizes russas Isabel e Catarina como diplomatas. No século XIX, muito depois do fim dos outros ramos, a família reivindicou o nome e o título de Condes Báthory, já que seu ancestral Miguel nunca havia consentido com a venda realizada por seus irmãos, e em 1852 o governo russo confirmou a legitimidade de suas reivindicações.